# José Luís Mendes Lopes
José Luís Mendes Lopes, meglio conosciuto come Zézinho (Bissau, 23 settembre 1992), è un calciatore guineense, centrocampista svincolato.

## Carriera

### Club
Dopo aver giocato con lo Sporting Bissau, nel 2008 si trasferisce allo Sporting Lisbona.

### Nazionale
Conta varie presenze con la nazionale guineense. Partecipa alla Coppa delle nazioni africane 2017, nella quale riveste il ruolo di capitano della squadra.

## Palmarès

### Club

#### Competizioni nazionali
- Campeonato Nacional da Guiné-Bissau: 1

Sporting Bissau: 2007